# Hôtel de préfecture de l'Eure
L'hôtel de préfecture de l'Eure est un bâtiment situé à Évreux, en France. Il est le siège de la préfecture du département de l'Eure.

## Localisation
L'édifice est situé dans le centre-ville d'Évreux, sur la rive gauche de l'Iton. Son entrée principale se trouve sur la rue Georges-Chauvin.
L'hôtel est situé dans la cité administrative, en face de l'hôtel de département de l'Eure et à proximité de l'église Saint-Taurin.